# امرصيد (آيت عبد الله)
امرصيد هو دُوَّار يقع بجماعة تامدا نومرسيد، إقليم أزيلال، جهة بني ملال خنيفرة في المملكة المغربية. ينتمي الدوّار لمشيخة آيت عبد الله التي تضم دوارين. يقدر عدد سكانه بـ 1574 نسمة حسب الإحصاء الرسمي للسكان والسكنى لسنة 2004.

## روابط خارجية
- البوابة الوطنية للجماعات الترابية
- المندوبية السامية للتخطيط